# UZ Близнецов
UZ Близнецов (лат. UZ Geminorum) — одиночная переменная звезда в созвездии Близнецов на расстоянии (вычисленном из значения параллакса) приблизительно 2689 световых лет (около 825 парсек) от Солнца. Видимая звёздная величина звезды — от менее +16,2m до +11,8m.

## Характеристики
UZ Близнецов — красная пульсирующая переменная звезда, мирида (M) спектрального класса M9. Эффективная температура — около 3280 К.